# Новый (Сорочинский район)
Новый — посёлок в Сорочинском городском округе Оренбургской области

## География
Находится к югу от железнодорожной линии Самара-Оренбург у западной окраины районного центра города Сорочинск.

## История
До 2015 года посёлок входил в состав Рощинского сельсовета Сорочинского района. После упразднения указанных муниципальных образований посёлок вошел в состав Сорочинского городского округа.

## Население
| 2010 |
| ---- |
| 180  |

Население составляло 191 человек в 2002 году (60 % русские), 180 по переписи 2010 года.